# Mahmoud Kahraba
Mahmoud Abdel-Moneim – meglio noto come Kahraba – (in arabo محمود كهربا‎?; Il Cairo, 13 aprile 1994) è un calciatore egiziano, attaccante dell'Al-Ahly e della nazionale egiziana.

## Biografia
È originario di Cairo Vecchia.
Il soprannome Kahraba (elettricità) gli è stato affibbiato da ragazzo ai tempi in cui militava nelle giovanili dell'Al-Ahly, a causa dell'impatto che riusciva ad avere sulle partite.

## Caratteristiche tecniche
In possesso di una notevole velocità - a cui abbina un'ottima tecnica individuale - trova la sua collocazione nel ruolo di esterno alto. In grado di giocare su entrambe le fasce, in caso di necessità può adattarsi a seconda punta.

## Carriera

### Club
Muove i suoi primi passi nelle giovanili dell'Al-Ahly, per poi essere tesserato dall'ENPPI. L'8 agosto 2013 si trasferisce in Europa, venendo prelevato in prestito con diritto di riscatto dal Lucerna, società militante nella massima serie svizzera. Il 28 marzo 2014 la società decide di rescindere consensualmente il prestito con il giocatore, accusato di scarsa professionalità.
Il 27 maggio 2014 passa in prestito oneroso (100.000 euro) per sei mesi al Grasshopper. L'accordo prevede un'opzione di riscatto in cambio di un compenso di 1 milione di euro. Il 30 luglio 2014 esordisce nelle competizioni europee, in occasione della partita persa 2-0 in casa contro il Lilla - valida per il terzo turno preliminare di Champions League - sostituendo Stéphane Grichting a inizio ripresa.
Terminato il prestito, fa ritorno all'ENPPI. Il 2 agosto 2015 si lega per cinque anni allo Zamalek. L'esborso economico effettuato dalla società egiziana è stato di circa 750.000 euro.
Il 14 luglio 2016 passa in prestito per una stagione all'Al-Ittihad, in Arabia Saudita. Il 18 settembre mette a segno quattro reti nella partita vinta 3-5 contro l'Al-Wahda.
Il 13 dicembre 2019 si accorda a parametro zero con l'Al-Ahly, firmando un contratto valido fino al 2024. Nel 2020 conquista uno storico treble, vincendo il campionato, la coppa nazionale e la CAF Champions League.

### Nazionale
Il 6 marzo 2013 viene convocato per la Coppa d'Africa Under-20, manifestazione vinta dagli egiziani, che ottengono quindi l'accesso ai Mondiali Under-20, disputati nel mese di giugno in Turchia.
Esordisce con la nazionale maggiore il 10 settembre 2013 in Egitto-Guinea (4-2) - partita valida per le qualificazioni ai Mondiali 2014 - subentrando nella ripresa al posto di Ahmed Eid. Mette a segno la sua prima rete in nazionale il 6 settembre 2015 contro il Ciad.
Il 4 gennaio 2017 il CT Cúper lo inserisce nella lista dei 23 convocati alla Coppa d'Africa 2017. L'Egitto viene sconfitto in finale 2-1 dal Camerun. Il 4 giugno 2018 viene incluso nella lista dei 23 convocati per il campionato del mondo 2018. Prende parte da subentrato ai tre incontri della fase a gironi, al termine della quale l'Egitto viene l'eliminato dalla competizione.
Il 30 dicembre 2023 viene incluso dal CT Rui Vitória nella rosa dei 27 convocati per la fase finale della Coppa d'Africa 2023, disputata in Costa d'Avorio. L'Egitto verrà eliminato agli ottavi di finale dalla RD del Congo ai calci di rigore.

## Statistiche

### Presenze e reti nei club
Statistiche aggiornate al 7 dicembre 2024.
| Stagione          | Squadra           | Campionato        | Campionato | Campionato | Coppe nazionali | Coppe nazionali | Coppe nazionali | Coppe continentali | Coppe continentali | Coppe continentali | Altre coppe  | Altre coppe | Altre coppe | Totale | Totale |
| Stagione          | Squadra           | Comp              | Pres       | Reti       | Comp            | Pres            | Reti            | Comp               | Pres               | Reti               | Comp         | Pres        | Reti        | Pres   | Reti   |
| ----------------- | ----------------- | ----------------- | ---------- | ---------- | --------------- | --------------- | --------------- | ------------------ | ------------------ | ------------------ | ------------ | ----------- | ----------- | ------ | ------ |
| 2010-2011         | ENPPI             | PL                | 0          | 0          | CE              | 1               | 0               | -                  | -                  | -                  | -            | -           | -           | 1      | 0      |
| 2011-2012         | ENPPI             | PL                | 3          | 0          | -               | -               | -               | CC                 | 0                  | 0                  | -            | -           | -           | 3      | 0      |
| 2012-2013         | ENPPI             | PL                | 13         | 1          | CE              | 0               | 0               | CC                 | 4                  | 0                  | SE           | 0           | 0           | 17     | 1      |
| 2013-2014         | Lucerna           | SL                | 16         | 7          | CS              | 3               | 0               | -                  | -                  | -                  | -            | -           | -           | 19     | 7      |
| 2014-gen. 2015    | Grasshopper       | SL                | 11         | 2          | CS              | 2               | 0               | UCL+UEL            | 2+2                | 0                  | -            | -           | -           | 17     | 2      |
| gen.-giu. 2015    | ENPPI             | PL                | 17         | 6          | CE              | 1               | 1               | -                  | -                  | -                  | -            | -           | -           | 18     | 7      |
| Totale ENPPI      | Totale ENPPI      | Totale ENPPI      | 33         | 7          |                 | 2               | 1               |                    | 4                  | 0                  |              | 0           | 0           | 39     | 8      |
| 2015-2016         | Zamalek           | PL                | 29         | 11         | CE+CE           | 4+1             | 0               | CC+CCL             | 5+4                | 4+2                | SE           | 1           | 1           | 44     | 18     |
| 2016-2017         | Al-Ittihad        | SPL               | 20         | 16         | CPC+KC          | 4+0             | 2               | -                  | -                  | -                  | -            | -           | -           | 24     | 18     |
| 2017-2018         | Al-Ittihad        | SPL               | 24         | 4          | KCC             | 5               | 2               | -                  | -                  | -                  | -            | -           | -           | 29     | 6      |
| Totale Al-Ittihad | Totale Al-Ittihad | Totale Al-Ittihad | 44         | 20         |                 | 9               | 4               |                    | -                  | -                  |              | -           | -           | 53     | 24     |
| 2018-2019         | Zamalek           | PL                | 27         | 11         | CE              | 2               | 0               | ACL+CC             | 4+14               | 0+2                | S-AE+SE      | 1+0         | 0           | 48     | 13     |
| Totale Zamalek    | Totale Zamalek    | Totale Zamalek    | 56         | 22         |                 | 7               | 0               |                    | 27                 | 8                  |              | 2           | 1           | 92     | 31     |
| 2019-gen. 2020    | Desp. Aves        | PL                | 5          | 1          | CP+CdL          | 0               | 0               | -                  | -                  | -                  |              | -           | -           | 5      | 1      |
| gen.-giu. 2020    | Al-Ahly           | PL                | 15         | 5          | CE              | 3               | 1               | CCL                | 5                  | 0                  | SE           | 1           | 0           | 24     | 6      |
| 2020-2021         | Al-Ahly           | PL                | 26         | 8          | CE              | 2               | 0               | CCL                | 6                  | 2                  | SE+SA+Cmc    | 0+1+1       | 0           | 36     | 10     |
| 2021-gen. 2022    | Al-Ahly           | PL                | 0          | 0          | CE              | 2               | 2               | CCL                | 2                  | 1                  | SE+SA+Cmc    | 0           | 0           | 4      | 3      |
| gen.-giu. 2022    | Hatayspor         | SL                | 11         | 1          | TK              | 1               | 0               | -                  | -                  | -                  | -            | -           | -           | 12     | 1      |
| 2022-2023         | Al-Ahly           | PL                | 14         | 7          | CE              | 5               | 0               | CCL                | 10                 | 6                  | SE+Cmc       | 1+3         | 0           | 33     | 13     |
| 2023-2024         | Al-Ahly           | PL                | 17         | 7          | CE              | 1               | 0               | AFL+CCL            | 3+11               | 2+4                | SE+SA+Cmc    | 1+1+3       | 1+0+0       | 37     | 14     |
| 2024-2025         | Al-Ahly           | PL                | 3          | 0          | CE              | 0               | 0               | CCL                | 3                  | 2                  | SE+SA+CI+Cmc | 0           | 0           | 6      | 2      |
| Totale Al-Ahly    | Totale Al-Ahly    | Totale Al-Ahly    | 75         | 27         |                 | 13              | 3               |                    | 40                 | 17                 |              | 12          | 1           | 140    | 48     |
| Totale carriera   | Totale carriera   | Totale carriera   | 251        | 87         |                 | 37              | 8               |                    | 75                 | 25                 |              | 14          | 2           | 377    | 122    |

### Cronologia presenze e reti in nazionale
| Cronologia completa delle presenze e delle reti in nazionale ― Egitto | Cronologia completa delle presenze e delle reti in nazionale ― Egitto | Cronologia completa delle presenze e delle reti in nazionale ― Egitto | Cronologia completa delle presenze e delle reti in nazionale ― Egitto | Cronologia completa delle presenze e delle reti in nazionale ― Egitto | Cronologia completa delle presenze e delle reti in nazionale ― Egitto | Cronologia completa delle presenze e delle reti in nazionale ― Egitto | Cronologia completa delle presenze e delle reti in nazionale ― Egitto |
| Data                                                                  | Città                                                                 | In casa                                                               | Risultato                                                             | Ospiti                                                                | Competizione                                                          | Reti                                                                  | Note                                                                  |
| --------------------------------------------------------------------- | --------------------------------------------------------------------- | --------------------------------------------------------------------- | --------------------------------------------------------------------- | --------------------------------------------------------------------- | --------------------------------------------------------------------- | --------------------------------------------------------------------- | --------------------------------------------------------------------- |
| 10-9-2013                                                             | El Gouna                                                              | Egitto                                                                | 4 – 2                                                                 | Guinea                                                                | Qual. Mondiali 2014                                                   | -                                                                     | 46’                                                                   |
| 14-11-2013                                                            | Il Cairo                                                              | Egitto                                                                | 2 – 0                                                                 | Zambia                                                                | Amichevole                                                            | -                                                                     | 63’ 90’                                                               |
| 19-11-2013                                                            | Il Cairo                                                              | Egitto                                                                | 2 – 1                                                                 | Ghana                                                                 | Qual. Mondiali 2014                                                   | -                                                                     | 40’                                                                   |
| 8-6-2015                                                              | Alessandria d'Egitto                                                  | Egitto                                                                | 2 – 1                                                                 | Malawi                                                                | Amichevole                                                            | -                                                                     | 67’                                                                   |
| 14-6-2015                                                             | Alessandria d'Egitto                                                  | Egitto                                                                | 3 – 0                                                                 | Tanzania                                                              | Qual. Coppa d'Africa 2017                                             | -                                                                     | 67’                                                                   |
| 6-9-2015                                                              | N'Djamena                                                             | Ciad                                                                  | 1 – 5                                                                 | Egitto                                                                | Qual. Coppa d'Africa 2017                                             | 1                                                                     |                                                                       |
| 11-10-2015                                                            | Abu Dhabi                                                             | Egitto                                                                | 3 – 0                                                                 | Zambia                                                                | Amichevole                                                            | -                                                                     | 46’                                                                   |
| 14-11-2015                                                            | N'Djamena                                                             | Ciad                                                                  | 1 – 0                                                                 | Egitto                                                                | Qual. Mondiali 2018                                                   | -                                                                     |                                                                       |
| 17-11-2015                                                            | Alessandria d'Egitto                                                  | Egitto                                                                | 4 – 0                                                                 | Ciad                                                                  | Qual. Mondiali 2018                                                   | -                                                                     | 84’                                                                   |
| 29-1-2016                                                             | Aswan                                                                 | Egitto                                                                | 2 – 0                                                                 | Libia                                                                 | Amichevole                                                            | -                                                                     | 68’                                                                   |
| 8-1-2017                                                              | Il Cairo                                                              | Egitto                                                                | 1 – 0                                                                 | Tunisia                                                               | Amichevole                                                            | -                                                                     | 71’                                                                   |
| 21-1-2017                                                             | Port-Gentil                                                           | Egitto                                                                | 1 – 0                                                                 | Uganda                                                                | Coppa d'Africa 2017 - 1º turno                                        | -                                                                     | 80’                                                                   |
| 25-1-2017                                                             | Port-Gentil                                                           | Egitto                                                                | 1 – 0                                                                 | Ghana                                                                 | Coppa d'Africa 2017 - 1º turno                                        | -                                                                     | 70’                                                                   |
| 29-1-2017                                                             | Port-Gentil                                                           | Egitto                                                                | 1 – 0                                                                 | Marocco                                                               | Coppa d'Africa 2017 - Quarti di finale                                | 1                                                                     | 63’ 74’                                                               |
| 1-2-2017                                                              | Libreville                                                            | Burkina Faso                                                          | 1 – 1 dts (3 – 4 dtr)                                                 | Egitto                                                                | Coppa d'Africa 2017 - Semifinale                                      | -                                                                     | 55’ 72’                                                               |
| 28-3-2017                                                             | Alessandria d'Egitto                                                  | Egitto                                                                | 3 – 0                                                                 | Togo                                                                  | Amichevole                                                            | 1                                                                     | 64’                                                                   |
| 11-6-2017                                                             | Radès                                                                 | Tunisia                                                               | 1 – 0                                                                 | Egitto                                                                | Qual. Coppa d'Africa 2019                                             | -                                                                     | 87’                                                                   |
| 31-8-2017                                                             | Kampala                                                               | Uganda                                                                | 1 – 0                                                                 | Egitto                                                                | Qual. Mondiali 2018                                                   | -                                                                     | 67’                                                                   |
| 27-3-2018                                                             | Zurigo                                                                | Egitto                                                                | 0 – 1                                                                 | Grecia                                                                | Amichevole                                                            | -                                                                     | 66’                                                                   |
| 25-5-2018                                                             | Madinat al-Kuwait                                                     | Kuwait                                                                | 1 – 1                                                                 | Egitto                                                                | Amichevole                                                            | -                                                                     | 66’ 76’                                                               |
| 1-6-2018                                                              | Bergamo                                                               | Egitto                                                                | 0 – 0                                                                 | Colombia                                                              | Amichevole                                                            | -                                                                     | 63’                                                                   |
| 06-6-2018                                                             | Bruxelles                                                             | Belgio                                                                | 3 – 0                                                                 | Egitto                                                                | Amichevole                                                            | -                                                                     | 67’                                                                   |
| 15-6-2018                                                             | Ekaterinburg                                                          | Egitto                                                                | 0 – 1                                                                 | Uruguay                                                               | Mondiali 2018 - 1º turno                                              | -                                                                     | 63’                                                                   |
| 19-6-2018                                                             | San Pietroburgo                                                       | Russia                                                                | 3 – 1                                                                 | Egitto                                                                | Mondiali 2018 - 1º turno                                              | -                                                                     | 82’                                                                   |
| 25-6-2018                                                             | Volgograd                                                             | Arabia Saudita                                                        | 2 – 1                                                                 | Egitto                                                                | Mondiali 2018 - 1º turno                                              | -                                                                     | 81’                                                                   |
| 14-11-2019                                                            | Alessandria d'Egitto                                                  | Egitto                                                                | 1 – 1                                                                 | Kenya                                                                 | Qual. Coppa d'Africa 2021                                             | 1                                                                     |                                                                       |
| 18-11-2019                                                            | Moroni                                                                | Comore                                                                | 0 – 0                                                                 | Egitto                                                                | Qual. Coppa d'Africa 2021                                             | -                                                                     | 10’ 90’                                                               |
| 24-3-2023                                                             | Il Cairo                                                              | Egitto                                                                | 2 – 0                                                                 | Malawi                                                                | Qual. Coppa d'Africa 2023                                             | -                                                                     | 87’ 90’                                                               |
| 14-6-2023                                                             | Marrakech                                                             | Guinea                                                                | 1 – 2                                                                 | Egitto                                                                | Qual. Coppa d'Africa 2023                                             | -                                                                     | 90+1’                                                                 |
| 18-6-2023                                                             | Il Cairo                                                              | Egitto                                                                | 3 – 0                                                                 | Sudan del Sud                                                         | Amichevole                                                            | 1                                                                     | 62’                                                                   |
| 7-1-2024                                                              | Il Cairo                                                              | Egitto                                                                | 2 – 0                                                                 | Tanzania                                                              | Amichevole                                                            | -                                                                     | 77’                                                                   |
| 22-1-2024                                                             | Abidjan                                                               | Capo Verde                                                            | 2 – 2                                                                 | Egitto                                                                | Coppa d'Africa 2023 - 1º turno                                        | -                                                                     | 74’                                                                   |
| Totale                                                                |                                                                       | Presenze                                                              | 32                                                                    |                                                                       | Reti                                                                  | 5                                                                     |                                                                       |

## Palmarès

### Club

#### Competizioni nazionali
- Coppa d'Egitto: 7

ENPPI: 2010-2011
Zamalek: 2014-2015, 2015-2016, 2018-2019
Al-Ahly: 2019-2020, 2021-2022, 2022-2023
- Coppa del Principe della Corona saudita: 1

Al-Ittihad: 2016-2017
- Coppa del Re dei Campioni: 1

Al-Ittihad: 2018
- Campionato egiziano: 4

Al-Ahly: 2019-2020, 2022-2023, 2023-2024, 2024-2025
- Supercoppa d'Egitto: 3

Al-Ahly: 2022, 2023, 2024

#### Competizioni internazionali
- Coppa della Confederazione CAF: 1

Zamalek: 2018-2019
- CAF Champions League: 4

Al-Ahly: 2019-2020, 2020-2021, 2022-2023, 2023-2024
- Supercoppa CAF: 1

Al-Ahly: 2021
- Coppa Intercontinentale FIFA - Coppa Africa-Asia-Pacifico: 1

Al-Ahy: 2024

### Nazionale
- Coppa delle Nazioni Africane Under-20: 1

Algeria 2013

### Individuale
- Egyptian Premier League Team of the Year: 1[25]

2015-2016
- Capocannoniere della CAF Champions League: 1

2022-2023 (6 gol, a pari merito con Peter Shalulile)
- Capocannoniere dell'African Football League: 1

2023 (2 gol, a pari merito con Thapelo Maseko e Sadio Kanouté)